# にこいち (漫画)
『にこいち』は、あづまゆき作の漫画。『エース桃組』（角川書店）で連載され、最終話は『コンプエース』に掲載された。

## あらすじ
双子の霊能者姉妹、祈と命が悪霊を退治する。

## 登場人物
祈
命の双子の姉。生まれたときに霊能力を不完全に継いでしまい、除霊しか行えない。
命
祈の双子の妹。生まれたときに霊能力を不完全に継いでしまい、霊視と霊体引き剥がししか行えない。